# Brodniki
Brodniki (znanstveno ime Nautiloidea) so skupina glavonožcev s spiralasto lupino. So edini od glavonožcev (poleg papirnatih ladjic), ki še imajo ohranjeno zunanjo lupino, ki je pri ostalih glavonožcih reducirana ali pa skrita v notranjosti telesa. Nekoč so bili zelo razširjeni, danes pa v morjih najdemo le peščico vrst. Njihova zlata doba je bila po izumrtju dinozavrov.

## Telesna zgradba
Imajo različno število lovk, ki se razlikuje od vrste do vrste. Povprečno jih imajo okoli sto, se pa to razlikuje glede na vrsto. Njihove oči so na pecljih, vendar njihova slika ni zelo ostra. Oči imajo obliko kroga, z majhno luknjico v sredini. So najpreprostejše od glavnih skupin glavonožcev.

### Spiralasta lupina
Sestavljena je iz več prekatov, ki so napoljneni s plinom. Brodnik aktivno črpa plin v in iz njih, da lahko plava na točno določeni globini brez posebnega truda. Sama žival živi v največjem prekatu, ki je zaprt z mesnatim pokrovom. Vzorci na lupini so lahko zelo različni.

## Prehrana
Brodniki so izključno mesojedi. Največkrat se prehranjujejo z majhnimi rakci kot so kozice, škampi...